# Microloma tenuifolium
Microloma tenuifolium ist eine Pflanzenart der Gattung Microloma aus der Unterfamilie der Seidenpflanzengewächse (Asclepiadoideae).

## Beschreibung

### Erscheinungsbild und Blätter
Microloma tenuifolium ist eine ausdauernde, kletternde Pflanze, die 0,5 bis 1,5 m lang/hoch werden kann. Die spärlich flaumig behaarten Sprossachsen weisen einen Durchmesser von etwa 1 bis 2 mm auf. Die Laubblätter sind 20 bis 70 mm lang und 1,5 bis 6 mm breit. Der Blattstiel ist mit 1 bis 3 mm recht kurz.

### Blütenstand und Blüten
In einem Blütenstand stehen drei bis acht Blüten und 2 bis 3 mm lange, lanzettförmige, zugespitzte Tragblätter zusammen. Der Blütenstandsschaft ist 3 bis 12 mm lang und die Blütenstiele sind 4 bis 12 mm lang. Die Kelchblätter sind aufsteigend, ungefähr die Hälfte angepresst an die Blütenkrone. Sie sind gelbgrün mit einem Stich ins Orange oder Rot. Die Blütenkrone ist meist glänzend, hellrot oder orange gefärbt, z. T. zur Basis hin blasser werdend. Die Blütenkrone ist etwa 7 mm lang und 5 bis 6 mm breit im unteren Teil. Sie verengt sich zur Mündung hin auf 2,5 bis 3 mm. Häufig ist kurz vor der Mündung eine leichte Einschnürung zu erkennen. Die fleischigen Kronblattzipfel sind 2 mm lang und ebenso breit. Sie sind rundlich bis herzförmig, und konkav auf der inneren Seite und konvex gewölbt auf der äußeren Seite. Das obere Ende ist breit gerundet. Das Gynostegium ist 4 bis 4,5 mm lang und hat an der Basis einen Durchmesser von 2 bis 2,5 mm. Der Apex ist zugespitzt. Im Inneren sind die Zipfel nahe ihrer Basis bzw. etwa auf Höhe des Apex des Gynostegium stark mit nach unten zeigenden Haaren besetzt.

### Früchte und Samen
Die einzeln stehende Balgfrucht besitzt eine Länge von 40 bis 75 mm und einen Durchmesser von 6 bis 8 mm; der maximale Durchmesser wird an der Basis erreicht, von wo aus der Durchmesser bis zur Spitze hin allmählich abnimmt. Sie enthält 20 bis 35 Samen.

### Chromosomenzahl
Die Chromosomenzahl beträgt 2n = 20.

## Verbreitung
Microloma tenuifolium ist in der Provinz Westkap in der Republik Südafrika beheimatet; sie ist also ein Florenelement der Capensis.

## Belege